# اوا یونسکو
اوا یونسکو (فرانسوی: Eva Ionesco‎؛ زادهٔ ۱۸ ژوئیهٔ ۱۹۶۵) یک هنرپیشه و کارگردان اهل فرانسه است.
از فیلم‌های او می‌توان به ارکستر سرخ و شاهزاده کوچک من اشاره کرد.